# 納德捷列奇內區
納德捷列奇內區（俄语：Надтеречный район），是俄羅斯的一個區，位於該國西南部，由車臣共和國負責管轄，面積938平方公里，2010年人口55,782，人口密度每平方公里59.47人。